# Il Ghebo
Il Ghebo è un romanzo del 1946-47 dello scrittore friulano Elio Bartolini.
Il ghebo è un termine dialettale che indica un corso d'acqua placido e tortuoso della bassa pianura veneto-friulana che nasce dove le falde acquifere affiorano in superficie.

## Trama
Andrea, giovane intellettuale e partigiano comunista, viene inviato dal suo capo Marcus alla Cartera, dove ha la base una banda partigiana della Bassa friulana, guidata dal Monco. Ha l'incarico di cercare di unificare la banda del Monco con quella di Toti, che ha invece una tendenza politica cattolica.
L'incontro del giovane ideologizzato con i più "anarchici" e anziani partigiani non è facile. Non è nemmeno facile convincere i capibanda a unificare le forze.

## Personaggi
- Andrea
- il Monco
- Toti
- Celeste, Placido, lo Sfregiato, Grillo, Stocco, Stanco, Ariosto- partigiani della banda del Monco
- Aramis, Ario - altri due capibanda partigiani

## Struttura e stile
Il testo del romanzo è diviso in nove capitoli:
- L'arrivo alla Cartera - 5
- I fatti della prima sera - 26
- Un giornaletto, un traditore e l'uccisione del maiale 59
- Il comando unico - 109
- L'imboscata al ponte - 150
- In canonica, di mattina presto - 187
- L'attacco alla Cartera, e dopo - 212

Il Narratore racconta in terza persona gli avvenimenti e i pensieri dei personaggi.

## Adattamenti
Nel 2011, su commissione del comune di Codroipo, Carlo Tolazzi ha scritto una drammaturgia sul romanzo, per la regia di Massimo Somaglino.

## Edizioni
- Elio Bartolini, Due storie romanze, Pordenone, Edizioni Studio Tesi, 1993. (L'anello d'oro, 12, ISBN 88-7692-395-0)